# Adelobotrys permixta
Adelobotrys permixta är en tvåhjärtbladig växtart som beskrevs av John Julius Wurdack. Adelobotrys permixta ingår i släktet Adelobotrys och familjen Melastomataceae. Inga underarter finns listade i Catalogue of Life.